# Обрш
Обрш је насељено место у саставу општине Мошћеничка Драга у Приморско-горанској жупанији, Република Хрватска.

## Историја
До територијалне реорганизације у Хрватској насеље се налазило у саставу старе општине Опатија.

## Становништво
На попису становништва 2011. године, Обрш је имао 14 становника.